# Царевна (яхта)
«Царе́вна» — винтовая императорская яхта.

## История
Была заказана в 1873 году в Англии на заводе «Earle's Shipbuilding» в Гулле. Получила название «Царевна». Одновременно на той же верфи строили другую яхту «Славянка» несколько меньших размеров.

## Конструкция

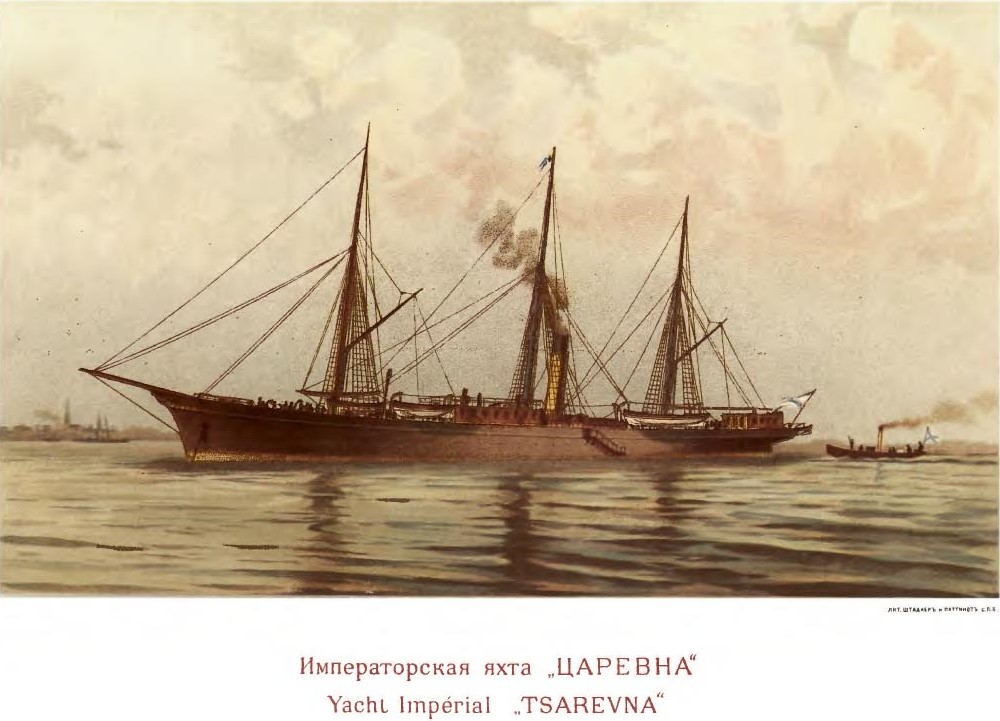
Императорская яхта «Царевна», рисунок 1893 года

«Царевна» имела хорошие мореходные качества. Кроме паровой машины она несла на своих 3 мачтах косые гафельные паруса.
В кормовой части находилась небольшая рубка, в которой размещался царский салон, отделанный ценными породами дерева. Достаточно скромные императорские апартаменты размещались в жилой палубе. При этом стоимость постройки яхты оказалась высокой — 290 тысяч рублей.

## Служба
Числящаяся в списках кораблей балтийского флота как «собственная его императорского высочества государя наследника паровая яхта» «Царевна» в сентябре 1874 года пришла из Англии в Кронштадт. Вскоре её отправили в Севастополь; вернулась «Царевна» в Кронштадт 26 июня 1875 года. Во время этого похода яхта зашла на Вилла-франкский рейд, и лечившаяся в Ницце императрица Мария Александровна 17 декабря совершила на яхте единственную морскую прогулку. В дальнейшем дальних плаваний «Царевна» уже не совершала.
После вступления на престол императора Александра III в 1883 году «Царевна» практически стала яхтой императрицы Марии Фёдоровны до 1889 года. Обычно 2—3-недельные плавания по финским шхерам проходили в конце июня — начале июля. Яхта заходила в Котку, Гельсингфорс, Абофиордский залив и доходила до Экенеса.
В 1920-е годы яхту, сданную на хранение в Кронштадтский порт, разобрали на металл.

## Командиры яхты
- 1873 - 03.04.1878 капитан 2-го ранга (с 1876 капитан 1-го ранга) Рогуля Иван Григорьевич;
- 3.04.1878 - 1882 капитан-лейтенант Андреев, Павел Петрович;
- 1886 - 14.9.1888 капитан 2-го ранг Кригер, Александр Христианович;
- 14.09.1888 - 1894 капитан 2-го ранга (с 1.1.1893 капитан 1-го ранга) барон Фридрихс Василий Николаевич;
- 25.1.1899 - 1908 капитан 2-го ранга (с 6.12.1904 капитан 1-го ранга) князь Вяземский Николай Александрович;
- 1908 капитан 1-го ранга Фалк Георгий Петрович.